# Apa (Nigeria)
Pour les articles homonymes, voir Apa.
Apa est une zone de gouvernement local de l'État de Benue au Nigeria.

## Source
- (en) Cet article est partiellement ou en totalité issu de l’article de Wikipédia en anglais intitulé « Apa, Nigeria » (voir la liste des auteurs).